# Retour à Malaveil (téléfilm)
 (novembre 2016).
Si vous disposez d'ouvrages ou d'articles de référence ou si vous connaissez des sites web de qualité traitant du thème abordé ici, merci de compléter l'article en donnant les références utiles à sa vérifiabilité et en les liant à la section « Notes et références ».
Retour à Malaveil est un téléfilm français réalisé par Jacques Ertaud, diffusé en 1989. Il est tiré du roman Retour à Malaveil de Claude Courchay. Il fait partie de la série télévisée Haute Tension.

## Distribution
Frédéric Pierrot, Françoise Fabian, Francoise Christophe